# Gemeindeverwaltungsverband Hohenloher Ebene

Gemeindeverwaltungsverband Hohenloher Ebene im Hohenlohekreis in Baden-Württemberg

Im Gemeindeverwaltungsverband Hohenloher Ebene im baden-württembergischen Hohenlohekreis haben sich zwei Städte und eine Gemeinde zur Erledigung ihrer Verwaltungsgeschäfte zusammengeschlossen. Der Sitz des Gemeindeverwaltungsverbands liegt in der Stadt Neuenstein.

## Mitgliedsgemeinden
Mitglieder dieser Körperschaft des öffentlichen Rechts sind:
- Stadt Neuenstein, 6621 Einwohner, 47,84 km²
- Stadt Waldenburg, 2966 Einwohner, 31,55 km²
- Gemeinde Kupferzell, 6575 Einwohner, 54,28 km²

## Struktur und Aufgaben
Der Gemeindeverwaltungsverband übernimmt für die Gemeinden zahlreiche Aufgaben, entweder in deren Namen für die Mitgliedsgemeinden oder in eigener Zuständigkeit anstelle der Mitgliedsgemeinden.